# Tatry mountain resorts
Tatry mountain resorts, a.s. (TMR) je firma provozující skiareály a turistickou infrastrukturu působící na Slovensku, v Česku, v Rakousku a Polsku. Centrála sídlí v Demänovské dolině v Nízkých Tatrách. Akcie jsou obchodovány na burzách v Praze, Bratislavě a Varšavě.

## Mise

### Slovensko
Do roku 2009 firma působila jen v Nízkých Tatrách pod názvem JASNÁ Nízke Tatry, a.s. Jasná je najvětším slovenským lyžařským resortem. V červenci 2009 navýšili majitelé Jasné kapitál na 250 mil. € a přejmenovali ji na Tatry mountain resorts. Říjen 2009 byl ve znamení odkupu společnosti Tatranské lanové dráhy, a.s., jejíž fúzí s matkou v roce 2010 přešlo na TMR provozování skiareálů v Tatranské Lomnici a Starém Smokovci. V prosinci 2010 začala TMR též provozovat skiareál Štrbské Pleso.

#### Lanovka v páté zóněTANAP
V únoru 2018 firma znovu představila plán propojení Skalnatého plesa a Hrebienku lanovou dráhou. Lanovka má zredukovat počet nutných jízd medzi Lomnicí a Smokovcem o víc než 1000 aut denně. Zabezpečit by měla též rovnoměrnější využití ubytovacích kapacit a atrakcí. Lanovka se třemi podpěrami by měla stát 25 až 27 milionů euro. Výstavba by se však měla realizovat v národním parku s pátým stupněm ochrany. Juraj Lukáč z Lesoochranárskeho zoskupenia VLK upozornil i na chybějící zonační dokument, ktorý by stanovil kde se v Tatrách může a kde nemůže stavět.

### Česko
TMR vstoupilo do Česka v sezóně 2012/13, kdy společnost Melida, a.s. (podíl TMR 9,5 %) začala pronajímat a provozovat skiareál ve Špindlerově Mlýně. Dalším pilířem TMR v České republice je od prosince 2017 skiareál Liberec-Ještěd, který má v pronájmu firma TMR Ještěd a.s., vlastněná tímto holdingem stoprocentně. Dále vlastní golfový a běžkařský areál Ostravice v Čeladné, kde má též hotel.

## Resorty

### Skiareály
Vysoké Tatry
- Tatranská Lomnica
- Starý Smokovec
- Štrbské Pleso

Jasná - Nízké Tatry
- Chopok sever
- Chopok juh

Česko
- Špindl, Krkonoše, 9.5 %
- Liberec-Ještěd

Slezské Beskydy, Polsko
- Szczyrk Mountain Resort

Rakousko
- Muttereralm Ski Resort
- Mölltaler Gletscher

### Zábavní parky
- Čeladná (Česko): Green Inn Hotel, Golf&Ski Resort Ostravice
- Aquapark Tatralandia (Slovensko)
- Bešeňová resort (Slovensko): Galeria**** Thermal Bešeňová, Hotel**** Bešeňová
- Slezský zábavní park Legendia (Polsko)

### Tatranské hotely
- Vysoké Tatry: Grandhotel Praha**** Tatranská Lomnica, Grandhotel**** Starý Smokovec, Hotel FIS***, Hotel Slovakia***;
- Nízké Tatry: Tri Studničky****, Wellness Hotel Grand Jasná****, Chalets Jasná de Luxe****, Hotel Srdiečko**, Hotel Liptov**, Ski&Fun Záhradky**, Kosodrevina Lodge, Hotel Rotunda, Hotel Pošta